# 양산시 (선거구)
양산시는 대한민국의 옛 국회의원 선거구이다. 당시 경상남도 양산시 지역을 관할했다.

## 역사
1996년 3월 1일을 기해 경상남도 양산군이 양산시로 승격되었다. 이에 대한민국 제15대 국회의원 선거를 앞두고 양산군 선거구가 양산시 선거구로 개편되었다.
대한민국 제20대 국회의원 선거를 앞두고 양산시의 인구 증가로 인해 양산시 선거구가 양산시 갑, 양산시 을 선거구로 분구되면서 폐지되었다.

## 역대 국회의원
| 선거   | 정당 | 정당     | 의원   |
| ------ | ---- | -------- | ------ |
| 1996년 |      | 신한국당 | 나오연 |
| 2000년 |      | 한나라당 | 나오연 |
| 2004년 |      | 한나라당 | 김양수 |
| 2008년 |      | 한나라당 | 허범도 |
| 2009년 |      | 한나라당 | 박희태 |
| 2012년 |      | 새누리당 | 윤영석 |

## 역대 선거 결과

### 대한민국 제15대 국회의원 선거
|  | 48.08% |

|  | 34.26% |

|  | 6.78% |

|  | 6.46% |

|  | 4.40% |

### 대한민국 제16대 국회의원 선거
|  | 47.81% |

|  | 16.61% |

|  | 13.82% |

|  | 8.95% |

|  | 7.60% |

|  | 5.17% |

### 대한민국 제17대 국회의원 선거
|  | 35.87% |

|  | 34.58% |

|  | 11.36% |

|  | 6.95% |

|  | 5.01% |

|  | 2.49% |

|  | 2.34% |

|  | 1.35% |

### 대한민국 제18대 국회의원 선거
|  | 38.99% |

|  | 33.37% |

|  | 10.41% |

|  | 6.97% |

|  | 5.21% |

|  | 3.27% |

|  | 1.74% |

### 2009년 대한민국 재보궐선거
|  | 38.13% |

|  | 34.05% |

|  | 13.82% |

|  | 6.23% |

|  | 3.51% |

|  | 3.01% |

|  | 0.67% |

|  | 0.54% |

### 대한민국 제19대 국회의원 선거
|  | 52.30% |

|  | 47.69% |